# Вільшанка (Бабанська селищна громада)
Вільша́нка — село в Україні, в Уманському районі Черкаської області. У селі мешкає 215 людей. Входить до складу Бабанської селищної громади.

## Історія
В книзі 1895 року, автором якої є В.Б.Антонович, яка має назву "Археологічна мапа Київської губернії"  зазначено, що в селі є 3 кургани, і згадано про поховання з книги Похилевича. 
В книзі Похилевича 1864 року "Сказання про населені місцевості Київської губернії" вказано, що Вільшанка село при р. Ятрані в 3 верстах від села Дубова. Всього мешканців разом з окремою слободою, яка лежить в 2 верстах за річкою 637; землі 1780 десятин. Від графа Потоцького Вільшанка куплена в 1825 році Метелицьким Хомою; після його смерті в 1830 році Вільшанка поділена на 3 частини між його синами Карлом, Адріаном і Францом. В поселенні  в певний час було розкопано могилу, але замість того аби знайти гроші які намагалися, були знайдені кістки, довга шабля, турецькі стремена та декілька арабських монет. Із того заключають що там був похований невідомий ватажок Татар, котрі в честь своїх вождів насипали високі могили, поклавши в них все, що складало збрую вождів. (імовірно міг бути козацький ватажок чи полководець). Церква во ім'я Покрови святої Богородиці, дуже вітха дерев'яна, збудована невідомо в якому році, клониться з дзвіницею до падіння. По штатах зачислена до 7 класу; землі має указну пропорцію.